# Breaza de Sus (okręg Suczawa)
Breaza de Sus – wieś w Rumunii, w okręgu Suczawa, w gminie Breaza. W 2011 roku liczyła 319 mieszkańców.